# Beniarjó (kommun)
Beniarjó är en kommun i Spanien.   Den ligger i provinsen Província de València och regionen Valencia, i den östra delen av landet, 300 km sydost om huvudstaden Madrid. Antalet invånare är 1 836. Arean är 2,8 kvadratkilometer. Beniarjó gränsar till Real de Gandía, Almoines, Rafelcofer, La Font d'En Carròs, Beniflá och Palma de Gandía. 
Terrängen i Beniarjó är mycket platt.